# Mikołaj Działyński (zm. 1624)
Mikołaj Działyński herbu Ogończyk (zm. w  1624 roku) – podkomorzy dobrzyński w latach 1618–1622, starosta kościański i gostyński.
Syn Michała wojewody brzeskokujawskiego, ojciec Stanisława wojewody malborskiego. Poseł na sejm 1620 roku z województwa łęczyckiego. Poseł na sejm 1624 roku z województwa łęczyckiego.